# Tartre dentaire
Pour les articles homonymes, voir Tartre.
 (juin 2016).
Si vous disposez d'ouvrages ou d'articles de référence ou si vous connaissez des sites web de qualité traitant du thème abordé ici, merci de compléter l'article en donnant les références utiles à sa vérifiabilité et en les liant à la section « Notes et références ».

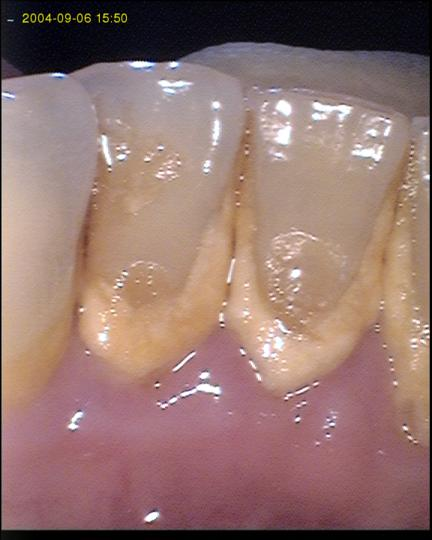
Plaque de tartre.

Radiographie montrant (flèches) des calcifications du tartre dentaire.

Le tartre dentaire apparait par la minéralisation de la plaque dentaire.
Contrairement à la plaque dentaire, qui peut être éliminée grâce à une bonne hygiène bucco-dentaire, le tartre ne peut pas être enlevé avec une brosse à dents. Le détartrage se fait à l'aide d'appareils ultrasoniques et de curettes.

## Formation
Le tartre se forme majoritairement au niveau de la face linguale (c'est-à-dire du côté de la langue) des incisives inférieures. En effet la salive des glandes sub-linguales contient une concentration importante de calcium, ce qui facilite la minéralisation. On l'observe aussi sur la face vestibulaire (c'est-à-dire du côté de la joue) des premières molaires supérieures. S'il se dépose plus rarement ailleurs, il peut affecter toutes les dents en cas de mauvaise hygiène bucco-dentaire.
Le tartre se forme plus ou moins vite selon les individus. Le phénomène dépend de différents facteurs :
- qualité du brossage : mieux la plaque dentaire est éliminée, moins le tartre pourra se former ;
- caractéristiques de la salive (pH, pouvoir tampon, quantité, etc.) ;
- action d'agents exogènes. C'est ainsi que le tabac, les radiations ou certains médicaments induisent une diminution ou une suppression du flux salivaire et donc un risque accru de développement de la plaque bactérienne et, par conséquent, du tartre.

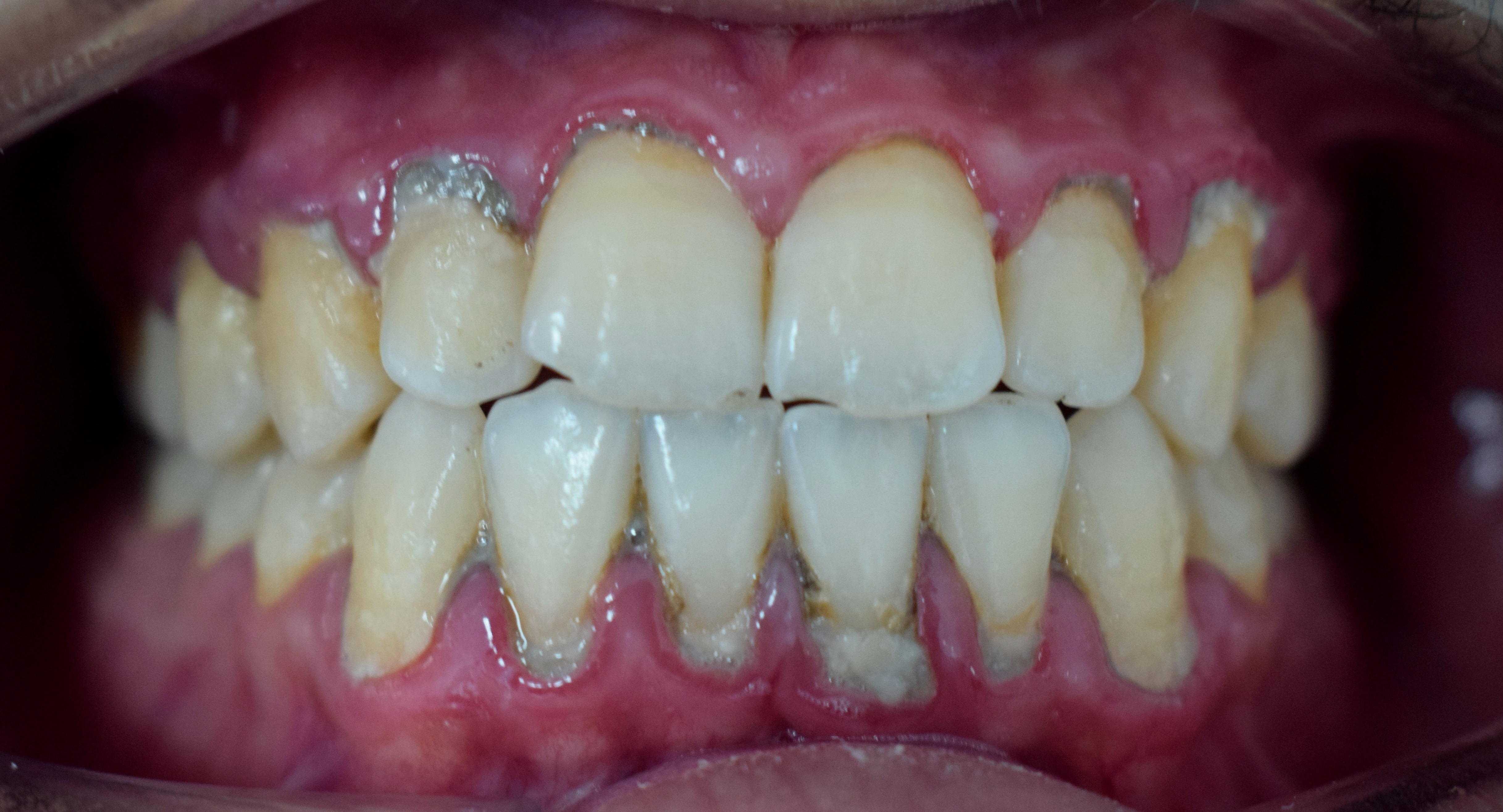
La plaque dentaire se dépose à la surface du tartre dentaire

Le tartre, normalement clair, peut être coloré soit par le sang, soit par la consommation de produits comme le thé, le café ou le tabac, et présenter des teintes plus ou moins proches du brun foncé. Ce genre de colorations est observable au niveau des caries ou des caries stoppées.

## Localisation
Le tartre peut se déposer sur toute la surface des dents. On distingue :
- le tartre supra-gingival : c'est celui qu'on peut voir à l'œil nu. Il est généralement de couleur blanchâtre ;
- le tartre sous-gingival : c'est le tartre qui s'est déposé sur la racine de la dent, à l'abri de la gencive, au niveau des poches parodontales. Il est souvent beaucoup plus foncé. Ce tartre est le plus dommageable : les bactéries sont protégées à l'intérieur de la poche, et progressivement la flore aérobie se transforme en flore anaérobie, plus pathogène. Par ailleurs, comme on ne le voit pas, on ne s'en rend pas compte.

## Composition
Le tartre dentaire est plus complexe que le tartre rencontré en plomberie, il est composé à 75 % de substances minérales (carbonate de calcium, phosphates de calcium et de magnésium, sels de zinc, manganèse et cuivre, etc.) et à 15 % de substances organiques (produits des bactéries, éléments d’origine sanguine et salivaire) et d'eau.

## Prophylaxie
Le meilleur moyen d'éviter la formation de tartre est d'avoir une bonne hygiène bucco-dentaire soit un brossage doux, de deux minutes minimum, 2 fois par jour ainsi que l'utilisation de la soie dentaire tous les jours, et de faire une visite chez le chirurgien-dentiste au moins une fois par an (2 fois de préférence). Un détartrage régulier chez le dentiste est également préconisé. Il convient de ne pas seulement brosser les dents mais également la gencive, par exemple avec une brosse à dents aux poils plus souples.
L'usage de fil dentaire ainsi que de brossette interdentaire est fortement recommandé pour éliminer la plaque entre les dents, le tartre se développant facilement dans les espaces exigus.
Il existe également plusieurs produits naturels permettant de prévenir ou de combattre le tartre dentaire, dont :
Le bicarbonate de soude : utile pour nettoyer les dents, lutter contre le tartre et l’acidité buccale. Il suffit de le mélanger à une cuillère à café de sel dans un verre avec un peu d’eau chaude pour obtenir un bain de bouche très efficace. À utiliser également en le saupoudrant sur la brosse à dents, avant d’utiliser le dentifrice. Faire le plus doucement possible, pour ne pas rayer l'émail et pas plus de deux fois par semaine.
Les bains de bouche à l’huile : ils permettent de traiter les problèmes de bouche et d'éliminer les toxines, en la nettoyant en profondeur. C’est un excellent moyen de traiter une infection buccale ou des gencives, mais aussi de combattre la plaque et le tartre dentaire, ou pour redonner leur couleur naturelle à des dents jaunes ou affaiblies. Utiliser une cuillère à soupe d’huile de sésame ou de tournesol pour faire des gargarismes répétés une à deux fois par semaine.
Le charbon actif : malgré sa couleur noire, le charbon actif est précieux pour nettoyer et blanchir les dents, mais aussi pour prévenir les maladies buccales. Saupoudré sur la brosse à dents, il permet de retrouver des dents plus blanches et plus propres.
L’eau oxygénée : utilisée une fois par semaine (avec du bicarbonate de soude) sur la brosse à dents.